# Woodsia glabella
Woodsia glabella — багаторічна трав'яниста рослина родини Вудсієві (Woodsiaceae), який має приполярне й альпійське поширення. Видова назва взята з лат. glaber — «безволосий».

## Опис
Це поодинокі трави, що ростуть у маленьких, дуже щільних купинах. Кореневища компактні, висхідні, вкриті лускою, подібною що й основа листя. Листки ростуть щільними кластерами з каудекса. Листові основи з рясними, коричневими, вузько ланцетними, гострими або загостреними, зубчастими лусочками. Листя 3.5–15×0.5–1.2 см; хребет голий. Але в Арктиці довжина листків становить 1.5–3 см. Листові пластини від лінійних до лінійно-ланцетних, від перистих до перисто-надрізаних проксимально, голі або з рідкими сидячими не в'язкими залозами. Черешок зелений або солом'яного кольору, менше 1/5 довжини листа. Кожен сорус має 5–10 (12) спорангіїв. Спори блідо-коричневі, сітчасті в середньому 39–45 мкм. 2n = 78.

## Відтворення
Статеве розмноження спорами; немає вегетативного розмноження. Спори розносяться вітром, можливо, на дуже великі відстані.

## Поширення
Північна Америка (Ґренландія, Канада, пн. США); Азія (Китай — Ганьсу, Хебей, Цзілінь, Цинхай, Синьцзян, Юньнань, Японія, Росія); Кавказ (Азербайджан, Вірменія, Грузія); Європа (Австрія, Фінляндія, Франція, Німеччина, Швейцарія, Іспанія, Італія, Норвегія [вкл. Шпіцберген], Швеція). 
Населяє вологі, тінисті місця, тріщини й уступи на скелях, росте на вапняних ґрунтах. Зростає на висотах від рівня моря до 3700 м у Китаї.